# Lac-Saguay
Lac-Saguay är en bykommun (municipalité de village) i provinsen Québec i Kanada. Den ligger i regionen Laurentides, i den sydöstra delen av landet, 130 km norr om huvudstaden Ottawa.